# Il tatuatore di Auschwitz (miniserie televisiva)
Il tatuatore di Auschwitz (The Tattooist of Auschwitz) è una miniserie televisiva britannica diretta da Tali Shalom Ezer e scritta da Jacquelin Perske. Basata sull'omonimo romanzo del 2018 di Heather Morris, vede come protagonisti Jonah Hauer-King e Anna Próchniak. La miniserie ha debuttato il 2 maggio 2024 su Sky Atlantic e Peacock.

## Trama
Lali Sokolov, un ebreo slovacco deportato nel campo di concentramento di Auschwitz, riceve l'ordine di tatuare i numeri di identificazione sugli avambracci dei suoi compagni detenuti.

## Puntate
| nº | Titolo originale | Titolo italiano | Prima TV UK   | Prima TV Italia |
| -- | ---------------- | --------------- | ------------- | --------------- |
| 1  | Episode 1        | Episodio 1      | 2 maggio 2024 | 10 maggio 2024  |
| 2  | Episode 2        | Episodio 2      | 2 maggio 2024 | 10 maggio 2024  |
| 3  | Episode 3        | Episodio 3      | 2 maggio 2024 | 17 maggio 2024  |
| 4  | Episode 4        | Episodio 4      | 2 maggio 2024 | 17 maggio 2024  |
| 5  | Episode 5        | Episodio 5      | 2 maggio 2024 | 24 maggio 2024  |
| 6  | Episode 6        | Episodio 6      | 2 maggio 2024 | 24 maggio 2024  |

## Personaggi e interpreti

### Principali
- Lali Eisenberg Sokolov, interpretato da Jonah Hauer-King (giovane) e da Harvey Keitel (anziano), doppiato da Manuel Meli (giovane) e da Rodolfo Bianchi (anziano).
Ventiseienne slovacco originario di Krompachy che viene deportato nel campo di Auschwitz II nel 1942. Mentre lavora come tatuatore conosce Gita, di cui si innamora a prima vista e intende sposare una volta liberi.
- Heather Morris, interpretata da Melanie Lynskey, doppiata da Barbara De Bortoli.
Capufficio al Clayton Hospital a Melbourne che intervista Lali nel 2003 per scrivere un libro sulla sua vita.
- Gita Furmanova, interpretata da Anna Próchniak, doppiata da Margherita De Risi.
Giovane donna slovacca assegnata allo smistamento degli abiti che incontra Lali durante il suo tatuaggio sull'avambraccio e se ne innamora.
- Stefan Baretzki, interpretato da Jonas Nay, doppiato da Flavio Aquilone.
Guardia delle SS di Auschwitz II e responsabile di Lali.

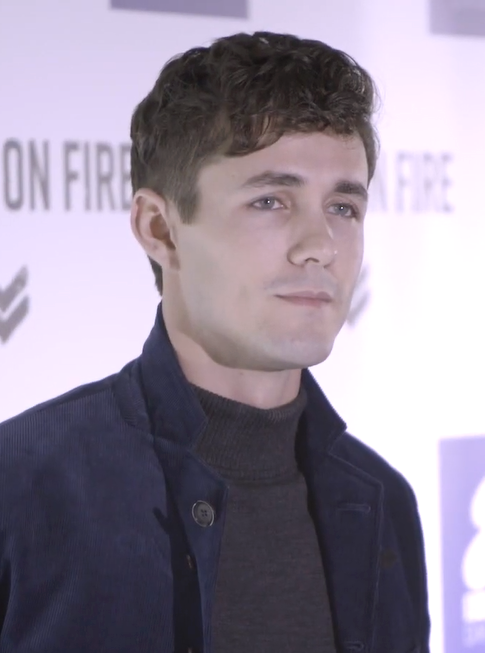
Jonah Hauer-King
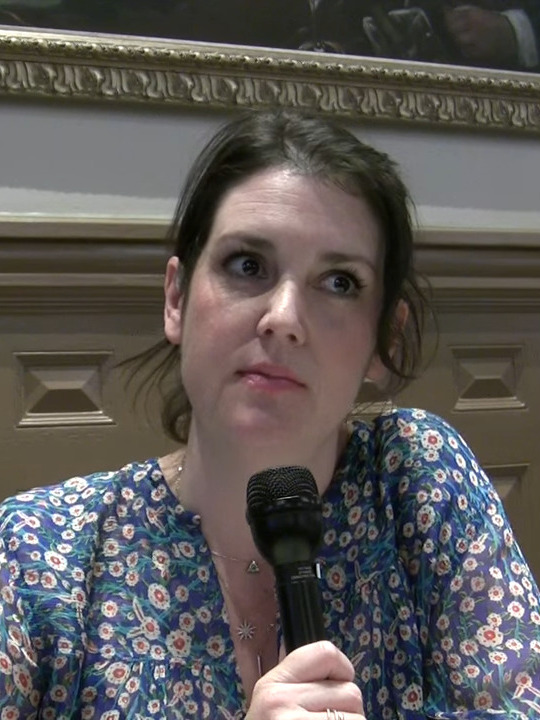
Melanie Lynskey
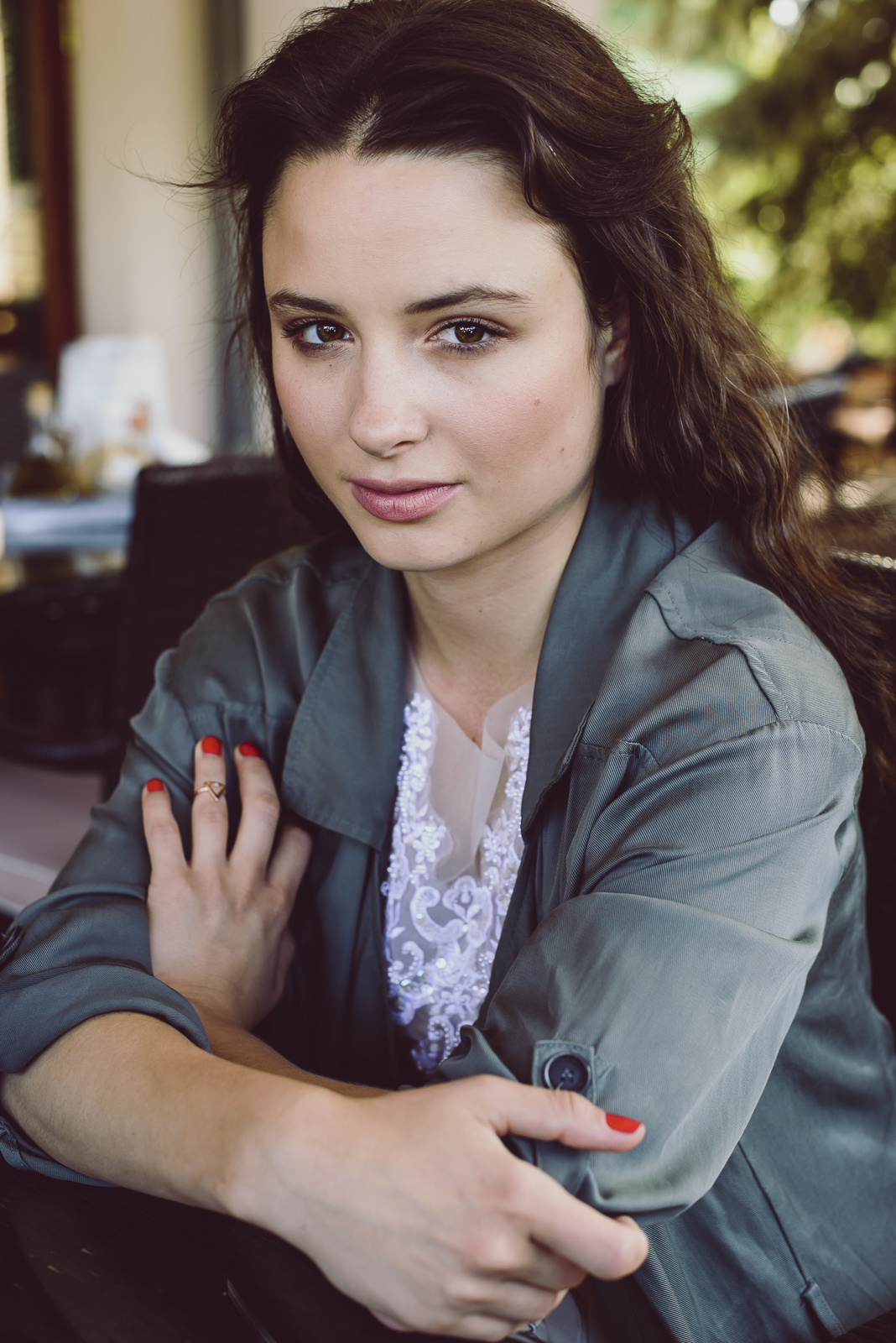
Anna Próchniak
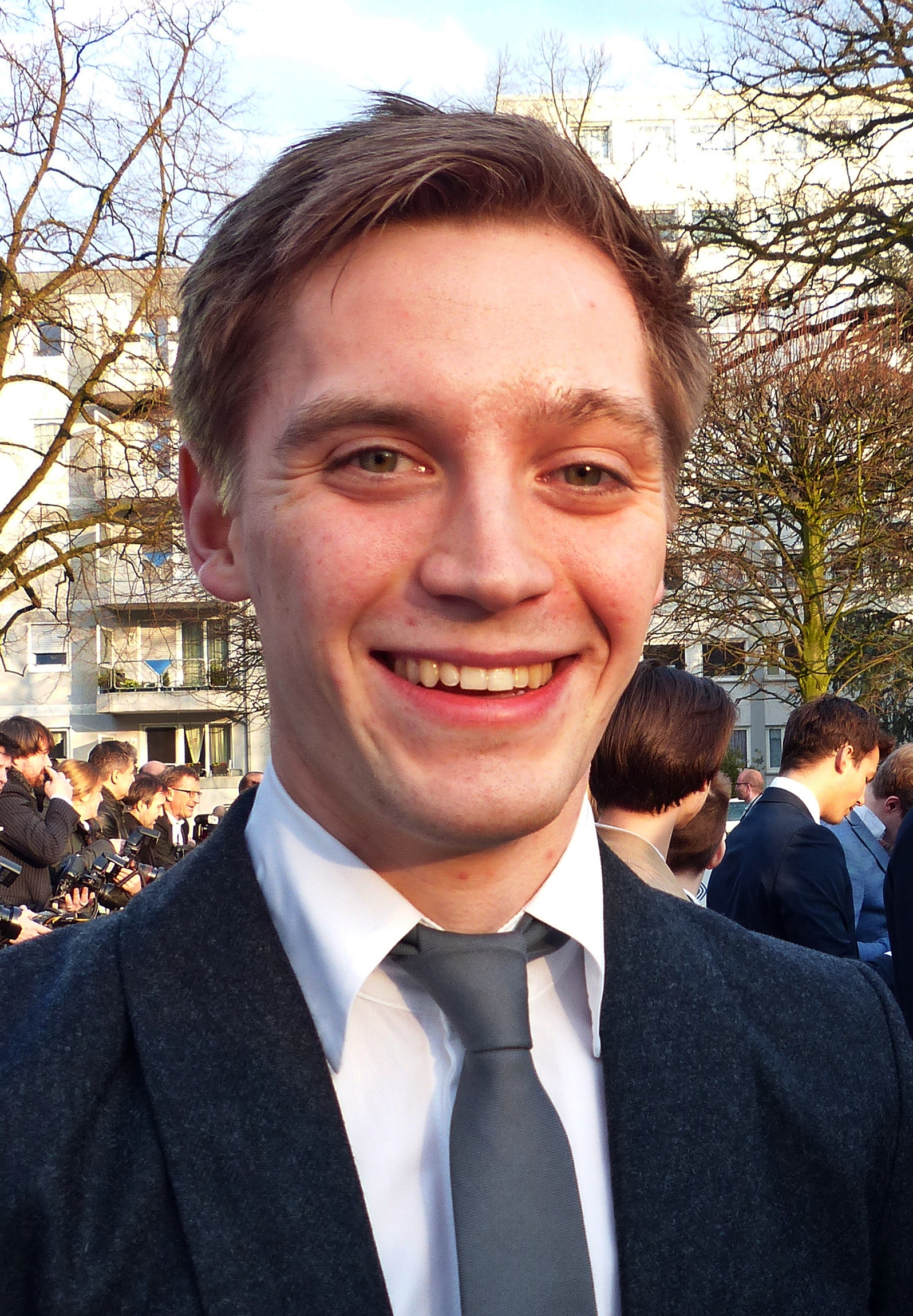
Jonas Nay
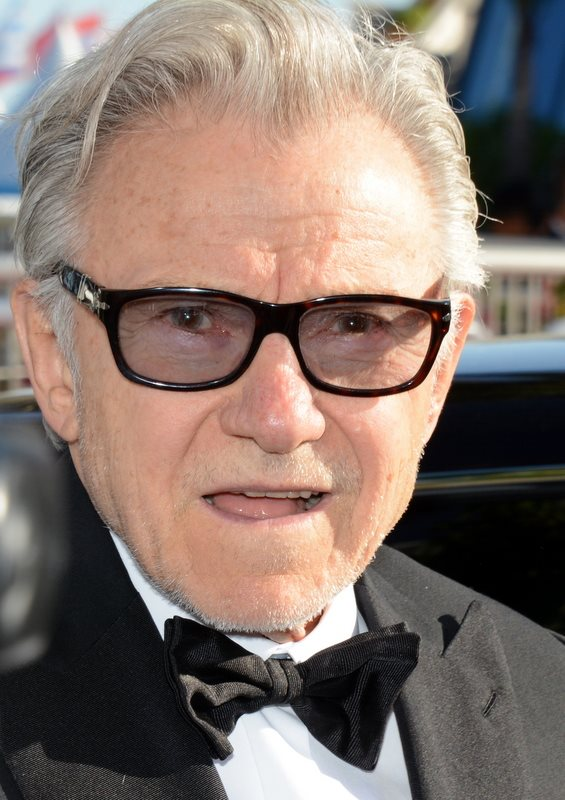
Harvey Keitel

### Ricorrenti
- Pepan, interpretato da Adam Karst, doppiato da Riccardo Scarafoni.
Primo tatuatore di Auschwitz II che introduce Lali nel suo lavoro e diventa il suo mentore, ottenendo così più cibo e un alloggio migliore.
- Hannah, interpretata da Tallulah Haddon, doppiata da Veronica Puccio.
Amica di Gita
- Ivana, interpretata da Mili Eshet, doppiata da Veronica Benassi.
Amica di Gita
- Marta, interpretata da Avital Lvova, doppiata da Benedetta Ponticelli.
Capo blocco del settore femminile di Auschwitz II.
- Houstek, interpretato da Frederik von Lüttichau, doppiato da Lorenzo De Angelis.
Guardia delle SS.
- Mordowicz, interpretato da Yoav Rotman, doppiato da Andrea Di Maggio.
Amico di Lali che, dopo essere fuggito da Auschwitz, viene arrestato a Bratislava e riportato indietro.
- Cilka, interpretata da Yali Topol Margalith, doppiata da Giulia Franceschetti.
Prigioniera che lavora negli uffici amministrativi di Auschwitz II-Birkenau e viene costretta ad essere l'amante di Schwarzhuber. Cilka è l'unica a non aver i capelli rasati.
- Bella, interpretata da Maja Wolska, doppiata da Sara Imbriani.
Amica di Gita che le dà istruzioni su come raggiungere il suo villaggio e in seguito l'accoglie a casa sua.
- Leon, interpretato da Phénix Brossard, doppiato da Federico Campaiola.
Ex carpentiere in un teatro d'opera che diventa un tatuatore e amico di Lali.

### Guest
- Boris, interpretato da Joseph Ollman.
Ex compagno di scuola di Lali che è diventato un'agente della Gestapo.
- Katerin, interpretata da Erika Kaar.
Fidanzata di Lali prima della sua deportazione.
- Sarah, interpretata da Delia Mayer.
Madre di Lali.
- Goldie, interpretata da Katie Bernstein, doppiata da Martina Felli.
Sorella di Lali.
- Aaron, interpretato da Ilan Galkoff.
Compagno di cuccetta di Lali diciassettenne che ha conosciuto sul treno per Auschwitz.
- Tomas, interpretato da Marcel Sabat, doppiato da Emanuele Ruzza.
Amico di Lali nel campo di Auschwitz II.
- Martin, interpretato da Isaac Gryn.
Amico di Lali nel campo di Auschwitz II.
- Stiwitz, interpretato da Alexander Schuster, doppiato da Stefano Broccoletti.
Guardia delle SS.
- Krauss, interpretato da Levi Mattey, doppiato da Davide Perino.
Guardia delle SS.
- Nadya, interpretata da Olivia Popica, doppiata da Irene Trotta.
Ragazza rom giunta ad Auschwitz nel 1943 che condivide il dormitorio con Lali.
- Dott. Schumann, interpretato da Matthias Zera, doppiato da Edoardo Stoppacciaro.
Medico di Auschwitz che conduce esperimenti sui prigionieri ed evira Leon.
- Johann Schwarzhuber, interpretato da Paul Boche.
Obersturmführer delle SS e Schutzhaftlagerführer del campo maschile di Auschwitz I.
- Naomi Hoffmanova, interpretata da Gonny Gaakeer, doppiata da Ilaria Latini.
Amica di famiglia di Gita.
- Esther, interpretata da Ellie de Lange.
Prigioniera arrivata ad Auschwitz nel 1944 che lavora nelle lavanderie, incinta all'ottavo mese di gravidanza.
- Capitano Petrov, interpretato da Andrei Nova, doppiato da Gabriele Sabatini.
Capitano dell'esercito russo che dà rifugio a Lali mentre è in fuga in Austria.
- Beth, interpretata da Ewelina Zak, doppiata da Daniela Calò.
Madre di Bella.

## Produzione
La direttrice creativa di Synchronicity Films, Claire Mundell, ha ottenuto i diritti de Il tatuatore di Auschwitz dopo aver chiuso un affare con Bonnier Books UK nel 2018. Nel 2023 è stato annunciato che Synchronicity Films stava sviluppando una miniserie in sei puntate per Sky Studios e Peacock, diretta da Tali Shalom Ezer con Jacquelin Perske come sceneggiatrice. Claire Mundell e Perske sono le produttrici esecutive. Anche il servizio di streaming australiano Stan ha commissionato la miniserie con All3Media come distributore.

### Casting
Nel marzo 2023 Jonah Hauer-King, Anna Próchniak e Melanie Lynskey sono stati annunciati come protagonisti. Nell'aprile seguente Harvey Keitel è entrato nel cast per interpretare Lali Sokolov da anziano.

### Riprese
Le riprese sono iniziate nella primavera 2023 a Bratislava.

### Colonna sonora
La colonna sonora della miniserie è composta da Hans Zimmer e Kara Talve, componendo anche il brano Love Will Survive eseguito da Barbra Streisand per la scena finale dell'ultima puntata.

## Distribuzione
La miniserie è stata distribuita il 2 maggio 2024 su Sky Atlantic nel Regno Unito e in Irlanda e sui servizi di streaming Peacock negli Stati Uniti e Stan in Australia. In Italia è stata trasmessa dal 10 al 24 maggio 2024 su Sky Atlantic.

### Edizione italiana
La direzione del doppiaggio è a cura di Alessio Maria Bianchi, su dialoghi di Carlotta Cosolo e Laura Cosenza, per conto di Laser Digital Film.

## Accoglienza

### Critica
La miniserie ha ricevuto recensioni generalmente positive dalla critica. Rotten Tomatoes riporta il 77% delle recensioni professionali positive basato su 30 critiche. Il consenso critico del sito web indica: «Una drammatizzazione dell'atrocità e della volubilità della memoria che può essere difficile da guardare, Il tatuatore di Auschwitz è marcatamente discontinua ma indubbiamente toccante.» Metacritic, invece, ha assegnato un punteggio di 61 su 100 basato su 16 recensioni, indicando "recensioni generalmente favorevoli".

## Riconoscimenti
- 2024 – Premio Emmy[14]
  - Candidatura al miglior componimento musicale per una miniserie, serie antologica o film per l'episodio Episodio 1
  - Candidatura alla miglior brano musicale originale e testo a Love Will Survive per l'episodio Episodio 6